# Amata (imię)
Amata – żeński odpowiednik imienia Amat. Francuskim odpowiednikiem tego imienia jest Aimée.
Amata imieniny obchodzi 5 stycznia, 20 lutego, 10 czerwca i 24 września.
Zobacz też:
- (1035) Amata